# 닛폰 TV 방송망 수요일 밤 10시 드라마
수요드라마(水曜ドラマ)는 일본 NTV에서 매주 수요일 22:00 ~ 22:54 (JST)에 방송되는 드라마 시간대를 뜻한다. 간토 지방 재방송은 익일(목요일) 15:55 ~ 16:53. 이 시간대는 2004년에는 Tears Wednesday였다.

## 개요
본래 이 시간대는 도시바 패밀리 홀 특종 등장!?, 수요 로드쇼 등의 프로그램이 방송되었으나, 1985년 10월부터 22시대 드라마가 편성되었다.
최근 몇년, 이 시간대 평균 시청률은 10% 전후였다. 하지만 2006년경부터 14세의 어머니, 파견의 품격 등의 두 작품이 연속으로 높은 시청률을 기록하였고, 특히 파견의 품격같은 경우는 속 별의 금화 이후, 2000년대 작품으로써는 처음으로 20%의 압도적인 시청률을 기록하였다.
그 후 사이토씨, 키이나~불가능 범죄 수사관~, 사랑해~용서~, 꺾이지 않는 여자, 마더, 황금 돼지 : 회계조사청 특별조사과 등 30대 여배우가 주연하는 작품이 높은 시청률을 기록하였다.

## 특색
최근에는 anego-아네고-, 파견의 품격, 밤비~노!, 호타루의 빛 등 일을 테마로 한 작품이나, 빛과 함께..., 14세의 어머니 등 휴먼 드라마가 인기를 얻고있다.
또한 고쿠센, 14세의 어머니 등 다른 방송국이나 다른 시간대에는 대부분 전례가 없는 1화 연장 작품이 있다. 더욱이 2000년 이후에는 출산, 결혼, 모성, 일하는 여성을 테마로 한 여성에 적합한 드라마가 많아, 여배우가 주연을 맡는 것도 흔해진 일이다.
시노하라 료코를 필두로, 시다 미라이, 미우라 하루마, 다니무라 미쓰키, 무카이 오사무, 아시다 마나 등 수요 드라마를 통해 인기가 상승하거나, 주목받은 배우가 많다.

## 평균 시청률 10선
(2011년 12월 현재)
- 1위 가정부 미타 (2011년) 24.8%
- 2위 속 별의 금화 (1996년) 21.9%
- 3위 파견의 품격 (2007년) 20.1%
- 4위 사랑의 바캉스 (1997년) 19.2%
- 5위 사랑도 두 번째라면 (1995년) 18.9%
- 6위 14세의 어머니 (2006년) 18.6%
- 7위 고쿠센 (2002년) 17.4%
- 8위 동창회 (1993년) 17.0%
- 9위 굿 럭 (1996년) 16.9%
- 10위 야반도주 도우미 센터 (1999년) 16.7%

## 최고 시청률 10선
(2011년 12월 현재)
- 1위 가정부 미타 (2011년) 40.0% (최종회)
- 2위 속 별의 금화 (1996년) 26.4% (최종회)
- 3위 파견의 품격 (2007년) 26.0% (최종회)
- 4위 별의 금화 (1995년) 23.8% (최종회)
- 5위 고쿠센 (2002년) 23.5% (최종회)
- 6위 사랑도 두 번째라면 (1995년) 23.2% (최종회)
- 7위 14세의 어머니 (2006년) 22.4% (최종회)
- 8위 헤이세이부부찻종 (2000년) 22.2% (첫 회)
- 9위 사랑의 바캉스 (1997년) 22.0% (최종회)
- 10위 야반도주 도우미 센터 (1999년) 21.3% (첫 회)

## 작품 리스트

### 1980년대 후반

#### 1985년
- 아내들은 과외수업 (출연 : 이치게 요시에, 와다 아키코, 마에다 긴, 나리타 쇼지, 마에다 고요 외)

#### 1986년
- 아내들의 첫 경험 (출연 : 오카 미쓰코, 가가 마리코, 오노데라 아키라 외)
- 아내들의 위험한 관계 (출연 : 다무라 마사카즈, 시노 히로코, 단아미 야쓰코 외)
- 아내들의 과외수업II (출연 : 오가와 도모코, 와다 아키코, 마에다 긴, 에바타 이쿠요 외)

#### 1987년
- 적을 좋아하는 동지 (출연 : 다무라 마사카즈, 시호미 에쓰코, 미즈노 구미 외)
- 주부대행합니다 (출연 : 이치게 요시에, 다무라 료, 시모조 아톰 외)
- 모두 마돈나 (출연 : 오하라 레이코, 하야미 유, 다나카 요시코 외)

#### 1988년
- 27세, LOVE 기분 (출연 : 요시모토 가요코, 미우라 요이치, 카타히라 나기사, 구마가이 마미 외)
- 바람소녀 (출연 : 고토 구미코, 쓰가와 마사히코, 우메미야 다쓰오 외)
- 연인도 젖는 길모퉁이 URBAN LOVE STORY (출연 : 나카무라 마사토시, 니시다 도시유키, 고사카 미유키 외)

### 1990년대 전반

#### 1991년
- 사랑 안하곤 못 견뎌 (출연 : 요시다 에이사쿠, 아즈마 미키히사, 자이젠 나오미 외)

#### 1992년
- 폴 포지션! 사랑스러운 사람에게… (출연 : 가세 다이슈, 모리오 유미, 다나카 리츠코 외)
- 멋지게 속여줘! (출연 : 다카시마 마사히로, 노무라 히로노부, 스즈키 교카, 고쿠쇼 사유리, 구리타 간이치 외)
- 교사 여름방학 이야기 (출연 : 이시바시 료, 와시오 이사코, 쓰가와 마사히코, 만다 히사코, 후루오야 마사토 외)
- 친적동지 -Les Cousins - (출연 : 다카시마 마사노부, 야마구치 토모코, 무로이 시게루, 니시오카 도쿠마, 노기와 요코 외)

#### 1993년
- 젤러시 (출연 : 이시다 준이치, 구로키 히토미, 다카하시 히토미, 단타 야스노리, 와타나베 후미오 외)
- 거짓말쟁이는 부부의 시작 (출연 : 요시다 에이사쿠, 미나미 카호, 스즈키 안즈, 자이쓰 이치로, 기시베 시로 외)
- 이사하지 않으실래요? (출연 : 다이치 야스오, 다카하시 게이코, 스즈키 교카, 이즈미 핀코, 이시구로 겐 외)
- 동창회 (출연 : 사이토 유키, 다카시마 마사히로, 벳쇼 데쓰야, 다나카 미나코, 오기노메 게이코 외)

#### 1994년
- 요코하마 동반자살 (출연 : 사토 코이치, 와시오 이사코, 하루타 준이치, 고야마 시게루, 시미즈 미치코 외)
- 처음 만났을 때의 너로 있어줘 (출연 : 진나이 다카노리, 사카이 노리코, 가자마 도오루, 사카키바라 도시히코, 모리 렌 외)
- 금단의 과실 (출연 : 다나카 미사코, 오가모토 겐이치, 간다 마사키, 시오미 산세이, 기타무라 소이치로 외)
- 밤에 안겨 (출연 : 이와시타 시마, 히가시야마 노리유키, 다카시마 마사히로, 다케다 게이코, 나카오 아키라 외)

### 1990년대 후반

#### 1995년
- 사랑도 두 번째라면 (출연 : 아카시야 산마, 사토 코이치, 하즈키 리오나, 아사다 미요코, 하노 아키 외)
- 별의 금화 (출연 : 사카이 노리코, 오사와 다카오, 다케노우치 유타카, 니시무라 도모미, 다나카 미나코 외)
- 끝나지 않는 여름 (출연 : 세토 아사카, 아키요시 구미코, 오우라 류이치, 야마시타 데쓰오, 라살 이시이 외)
- 싸우는 신부님 (출연 : 마쓰모토 아키코, 호사카 나오키, 하시즈메 이사오, 후세 히로시, 타카기 미호 외)

#### 1996년
- 기적의 로맨스 (출연 : 아카이 히데카즈, 하즈키 리오나, 하카마다 요시히코, 나마세 가쓰히사, 하노 아키 외)
- 료마에게 맡겨줘! (출연 : 하마다 마사토시, 이토 시로, 소리마치 다카시, 니시무라 마사히코, 나이토 다카시 외)
- 굿 럭 (출연 : 마쓰모토 아키코, 도요하라 고스케, 하라다 류지, 가쓰무라 마사노부, 사노 시로 외)
- 속 별의 금화 (출연 : 사카이 노리코, 오사와 다카오, 다케노우치 유타카, 니시무라 도모미, 다나카 미나코 외)

#### 1997년
- 사랑의 바캉스 (출연 : 아카시야 산마, 스즈키 안즈, 나마세 가쓰히사, 료, 다카시마 레이코 외)
- 유리 구두 (출연 : 가토 노리코, 호사카 나오키, 도요하라 고스케, 다나카 리츠코, 사노 시로 외)
- 데생 (출연 : 하라다 도모요, 오사와 다카오, 구도 시즈카, 벳쇼 데쓰야, 류 라이타 외)
- 사랑의 편도표 (출연 : 에스미 마키코, 이나가키 고로, 다카시마 레이코, 헨미 에미리, 나이토 다카시 외)

#### 1998년
- 서비스 (출연 : 마쓰모토 아키코, 데라와키 야스후미, 하라다 류지, 우지키 쓰요시, 이가와 히토시 외)
- 사랑, 가끔 거짓말 (출연 : 마쓰유키 야스코, 하기와라 마사토, 아베 히로시, 니시다 히카루, 이토 히데아키 외)
- 뜨거운 것이 좋아? (출연 : 시아나 깃페이, 다나카 미사토, 메구미 도시아키, 나마세 가쓰히사, 미야케 유지 외)
- 세기말의 시 (출연 : 다케노우치 유타카, 야마자키 쓰토무, 사카이 마키, 기무라 요시노, 요시카와 히나노 외)

#### 1999년
- 야반도주 도우미 센터 (출연 : 나카무라 마사토시, 시노하라 도모에, 고쿠분 다이치, 아즈마 미키히사, 다치카와 노리코 외)
- 래버린스 (출연 : 와타베 아쓰로, 사쿠라이 사치코, 다카하시 유미코, 호사카 나오키, 나이토 다카시 외)
- 달콤한 생활. (출연 : 아카시야 산마, 우치다 유키, 메구미 도시아키, 치아키, 다카시마 레이코 외)
- 이웃은 은밀히 웃는다 (출연 : 모토키 마사히로, 미즈노 마키, 오쓰카 네네, 간다 우노, 이시바시 료 외)

### 2000년대 전반

#### 2000년
- 헤이세이부부찻종 (출연 : 히가시야마 노리유키, 아사노 아츠코, 스즈키 사리나, 이시즈카 히데히코, 스즈키 안즈 외)
- 천사가 사라진 거리 (출연 : 도모토 고이치, 후지이 후미야, 우치다 유키, 오타케 마코토, 사카이 노리코 외)
- 억만장자와 결혼하는 방법 (출연 : 후지와라 노리카, 호쇼 마이, 도요타 마호, 쓰쓰이 미치타카, 이와키 고이치 외)
- 스트레이트 뉴스 (출연 : 미카미 히로시, 하라다 도모요, 오쓰카 네네, 아사노 유코, 다케나카 나오토 외)

#### 2001년
- FACE~낯선 연인~ (출연 : 다카하시 가쓰노리, 나카마 유키에, 와타나베 마리나, 다나카 미나코, 야마구치 카린 외)
- 신 별의 금화 (출연 : 호시노 마리, 후지와라 다쓰야, 오키나 메구미, 데즈카 사토미, 다케와키 무가 외)
- 뷰티7 (출연 : 모모이 가오리, 우에하라 다카코, 후지이 다카시, 간다 우노, 마쓰모토 고타로 외)
- 렛츠고! 나가타 정 (출연 : 이시바시 다카아키, 헨토나 잇사, 시바사키 코우, 스즈키 안즈, 니시무라 마사히코

#### 2002년
- 속 헤이세이부부찻종 (출연 : 히가시야마 노리유키, 아사노 아츠코, 유카, 이시즈카 히데히코, 스즈키 안즈
- 고쿠센 (출연 : 나카마 유키에, 마쓰모토 준, 이토 미사키, 사와무라 잇키, 나마세 가쓰히사, 우쓰이 겐 외)
- 도쿄의 마당 있는 단독주택 (출연 : 마쓰모토 아키코, 기쿠카와 레이, 야마카와 에리카, 모리시타 아이코, 하라다 도시오 외)
- 사이코 닥터 (출연 : 다케노우치 유타카, 이치카와 미카코, 하다 미치코, 아키야마 나쓰코, 니시무라 마사히코 외)

#### 2003년
- 최후의 변호인 (출연 : 아베 히로시, 스도 리사, 이마이 쓰바사, 오타키 히데지, 아사노 유코 외)
- 신 야반도주 도우미 센터 (출연 : 나카무라 마사토시, 세토 아사카, 타바타 토모코, 야스이 겐이치로, 나마세 가쓰히사 외)
- 행복의 왕자 (출연 : 모토키 마사히로, 간노 미호, 와타베 아쓰로, 사카시타 지리코, 이모리 미유키 외)
- 공범자(일본어판) (출연 : 아사노 아츠코, 미카미 히로시, 이케우치 히로유키, 오키나 메구미, 사노 시로 외)

#### 2004년
- 경시청감식반2004 (출연 : 니시무라 가즈히코, 미나미 카호, 히나가타 아키코, 가도노 다쿠조, 시미즈 쇼고 외)
- 빛과 함께… (출연 : 시노하라 료코, 고바야시 사토미, 야마구치 다쓰야, 다케다 신지, 와나타베 잇케이 외)
- 라스트 프레젠트 (출연 : 아마미 유키, 나가사쿠 히로미, 사사키 구라노스케, 후쿠다 마유코, 스도 리사, 히라이즈미 세이 외)
- 가장 소중한 사람은 누구입니까? (출연 : 기시타니 고로, 미야자와 리에, 마키세 리호, 쓰루미 신고, 나이토 다카시 외)

### 2000년대 후반

#### 2005년
- 87% (출연 : 나쓰카와 유이, 모토키 마사히로, 스기타 가오루, 와타나베 잇케이, 하시즈메 이사오 외)
- anego-아네고- (출연 : 시노하라 료코, 도모사카 리에, 아카니시 진, 유키 사오리, 가토 마사야 외)
- 어른의 여름방학 (출연 : 데라지마 시노부, 이시구로 겐, 나카지마 도모코, 나카고시 노리코, 우쓰이 겐 외)
- 사랑의 노래 (출연 : 간노 미호, 다마키 고지, 나리미야 히로키, 고히나타 후미요, 와쿠이 에미 외)

#### 2006년
- 신은 주사위를 던지지 않는다 (출연 : 고바야시 사토미, 도모사카 리에, 야마모토 다로, 다케다 신지, 오스기 렌, 기시베 잇토쿠 외)
- 프리마담 (출연 : 구로키 히토미, 나카모리 아키나, 후루타 아라타, 가토 마사야, 나이토 다카시 외)
- CA라고 불러! (출연 : 미즈키 아리사, 다니하라 쇼스케, 카리나, 가와하라 아야코, 사와무라 잇키 외)
- 14세의 어머니 (출연 : 시다 미라이, 다나카 미사코, 나마세 가쓰히사, 미우라 하루마, 기타무라 가즈키, 무로이 시게루 외)

#### 2007년
- 파견의 품격 (출연 : 시노하라 료코, 가토 아이, 고이즈미 고타로, 오이즈미 요, 마쓰카타 히로키 외)
- 밤비~노! (출연 : 마쓰모토 준, 기타무라 가즈키, 카리나, 사사키 구라노스케, 이치무라 마사치카 외)
- 호타루의 빛 (출연 : 아야세 하루카, 구니나카 료코, 가토 가즈키, 다케다 신지, 이타야 유카, 후지키 나오히토 외)
- 워킹맨 (출연 : 간노 미호, 하야미 모코미치, 히라야마 아야, 사다 마유미, 사와무라 잇키 외)

#### 2008년
- 사이토씨 (출연 : 미즈키 아리사, 미무라, 사사키 구라노스케, 후루타 아라타, 다카시마 레이코 외)
- 호카벤 (출연 : 우에토 아야, 기타무라 가즈키, 가토 시게아키, 가도 가즈코, 오스기 렌 외)
- 정의의 아군 (출연 : 시다 미라이, 야마다 유, 무카이 오사무, 혼고 가나타, 다키자와 사오리, 사노 시로, 다나카 요시코 외)
- OL일본 (출연 : 미즈키 아리사, 아베 사다오, Tang Jia Si, 로라 첸, 미나미, 아사노 유코 외)

#### 2009년
- 키이나~불가능 범죄 수사관~ (출연 : 간노 미호, 히라오카 유타, 쓰카지 무가, 고이케 에이코, 구사카리 마사오, 사와무라 잇키 외)
- 아이시테루: 용서 (출연 : 이나모리 이즈미, 이타야 유카, 야마모토 다로, 사노 시로, 다나카 미사코 외)
- 빨간코 선생님 (출연 : 오이즈미 요, 가시이 유, 가미키 류노스케, 스가 겐타, 마에다 마에다, 가미카와 다카야, 고바야시 사토미 외)
- 기네 산부인과 여자들 (출연 : 후지와라 노리카, 가미지 유스케, 이타야 유카, 나카무라 하시노스케, 야시마 노리토, 마쓰시타 유키 외)

### 2010년대 전반

#### 2010년
- 꺾이지 않는 여자 (출연 : 칸노 미호, 타니하라 쇼스케, 츠카모토 타카시, 에이사쿠 히로미 외)
- 마더 (출연 : 마츠유키 야스코, 야마모토 코지, 사카이 와카나, 구라시나 카나, 아시다 마나, 타카하타 아츠코, 다나카 유코 외)
- 호타루의 빛2 (출연 : 아야세 하루카, 무카이 오사무, 키무라 타에, 우스다 아사미, 야스다 겐, 이타야 유카, 후지키 나오히토 외)
- 황금돼지~회계 검사청 특별 조사과 (출연 : 시노하라 료코, 오카다 마사키, 오오이즈미 요, 키리타니 켄타, 야마구치 사야카, 모타이 마사코, 나마세 카츠히사, 우츠이 켄 외)

#### 2011년
- 미사키 넘버 원!! (출연 : 카리나, 후지가야 타이스케, 키타야마 히로미츠, 오오마사 아야, 이치카와 토모히로, 오노 타쿠로, 다나카 케이, 우스다 아사미, 츠카지 무가, 토다 케이코, 자이젠 나오미 외)
- 리바운드 (출연 : 아이부 사키, 하야미 모코미치, 쿠리야마 치아키, 카츠지 료, 니시야마 마키, 한카이 카즈아키, 이토 카즈에, 이시즈카 히데히코, 와카무라 마유미 외)
- 불닥터 (출연 : 에스미 마키코, 이시하라 사토미, 이니가키 고로, 시다 미라이, 코히나타 후미요 외)
- 가정부 미타 (출연 : 마츠시마 나나코, 하세가와 히로키, 아이부 사키, 쿠츠나 시오리, 히라이즈미 세이, 시라카와 유미 외)

#### 2012년
- 더티 마마! (출연 : 나가사쿠 히로미,카리나 외)
- 클레오파트라인 여자들 (출연 :사토 류타 외)
- 토칸 -특별 국세 징수관- (출연 : 이노우에 마오 외)
- 도쿄 전력 소녀 (출연 : 타케이 에미 외)

#### 2013년
- 쉐어 하우스의 연인 (출연 : 미즈카와 아사미 외)
- 구름 계단 (출연 : 하세가와 히로키 외)
- Woman (출연 : 미츠시마 히카리 외)
- 단다린 노동기준감독관 (출연 : 다케우치 유코 외)

#### 2014년
- 내일, 엄마가 없어 (출연 : 아시다 마나, 스즈키 리오 외)
- 하나사키 마이가 잠자코 있지 않아 (출연 : 안 외)
- ST 적과 백의 수사 파일 (출연 : 후지와라 타츠야, 오카다 마사키 외)
- 오늘은 회사 쉬겠습니다. (출연 : 아야세 하루카 외)

### 2010년대 후반

#### 2015년
- ○○아내 (출연 : 시바사키 코우 외)
- Dr.린타로 (출연 : 사카이 마사토 외)
- 하나사키 마이가 잠자코 있지 않아 (제2시리즈) (출연 : 안 외)
- 위장 부부 (출연 : 아마미 유키 외)

#### 2016년
- 히간바나~경시청 수사 7과~ (출연 : 호리키타 마키 외)
- 세상에서 가장 어려운 사랑 (출연 : 오노 사토시 외)
- 집을 파는 여자 (출연 : 키타가와 케이코 외)
- 수수하지만 굉장해! 교열걸 코노 에츠코 (출연 : 이시하라 사토미 외)

#### 2017년
- 도쿄 타라레바 아가씨 (출연 : 요시타카 유리코 외)
- 어머니 된다 (출연 : 사와지리 에리카 외)
- 과보호의 카호코 (출연 : 타카하타 미츠키 외)
- 부인은, 취급주의 (출연 : 아야세 하루카 외)

#### 2018년
- anone (출연 : 히로세 스즈 외)
- 정의의 세 (출연 : 요시타카 유리코 외)
- 고령의 꽃 (출연 : 이시하라 사토미 외)
- 짐승이 될 수 없는 우리 (출연 : 아라가키 유이, 마츠다 류헤이 외)

#### 2019년
- 집을 파는 여자의 역습 (출연 : 키타가와 케이코 외)
- 백의의 전사! (출연 : 나카죠 아야미, 미즈카와 아사미 외)
- 위장불륜 (출연 : 안  외)
- 동기의 사쿠라 (출연 : 타카하타 미츠키 외)

### 2020년대 전반

#### 2020년
- 몰라도 좋은 것 (출연 : 요시타카 유리코 외)
- 파견의 품격 2  (출연 : 시노하라 료코 외)
- 우리들은 미쳤다  (출연 : 하마베 미나미, 요코하마 류세이 외)
- ＃리모러브~ 보통 사랑은 사도~ (출연 : 하루, 마미야 쇼타로 외)

#### 2021년
- 우리 딸에게 남자친구가 생기지 않아!! (출연 : 칸노 미호, 하마베 미나미 외)
- 사랑은 Deep하게 (출연 : 이시하라 사토미, 아야노 고 외)
- 하코즈메 ~싸워라! 파출소 여자~ (출연 : 나가노 메이, 토다 에리카 외)
- 사랑입니다! ~양키 군과 하얀 지팡이 걸 (출연 : 스기사키 하나, 스기노 요스케 외)

#### 2022년
- 무쟈부리! 내가 사장이 되다니 (출연 : 타카하타 미츠키, 마츠다 쇼타 외)
- 악녀~일하는 것이 괄호 나쁘다고 누가 말했다?~ (출연 : 이마다 미오 외)
- 가정교사 토라코 (출연 : 하시모토 아이 외)
- 퍼스트 펭귄! (출연 : 나오 외)

#### 2023년
- 리버설 오케스트라 (출연 : 카도와키 마이 외)

## 지역 민방 네트워크 계열국 정보
| 방송 대상 지역      | 방송국                     | 계열                          | 방송 요일·방송 시간  |
| ------------------- | -------------------------- | ----------------------------- | -------------------- |
| 간토 광역권         | NTV 《수요드라마 》 제작국 | NTV 계열                      | 수요일 22:00 ~ 22:54 |
| 홋카이도            | 삿포로 TV(STV)             | NTV 계열                      | 수요일 22:00 ~ 22:54 |
| 아오모리현          | 아오모리 방송(RAB)         | NTV 계열                      | 수요일 22:00 ~ 22:54 |
| 이와테현            | TV 이와테(TVI)             | NTV 계열                      | 수요일 22:00 ~ 22:54 |
| 미야기현            | 미야기 TV(MMT)             | NTV 계열                      | 수요일 22:00 ~ 22:54 |
| 아키타현            | 아키타 방송(ABS)           | NTV 계열                      | 수요일 22:00 ~ 22:54 |
| 야마가타현          | 야마가타 방송(YBC)         | NTV 계열                      | 수요일 22:00 ~ 22:54 |
| 후쿠시마현          | 후쿠시마 중앙 TV(FCT)      | NTV 계열                      | 수요일 22:00 ~ 22:54 |
| 야마나시현          | 야마나시 방송(YBS)         | NTV 계열                      | 수요일 22:00 ~ 22:54 |
| 니가타현            | TV 니가타(TeNY)            | NTV 계열                      | 수요일 22:00 ~ 22:54 |
| 나가노현            | TV 신슈(TSB)               | NTV 계열                      | 수요일 22:00 ~ 22:54 |
| 시즈오카현          | 시즈오카 제일 TV(SDT)      | NTV 계열                      | 수요일 22:00 ~ 22:54 |
| 도야마현            | 기타니혼 방송(KNB)         | NTV 계열                      | 수요일 22:00 ~ 22:54 |
| 이시카와현          | TV 가나자와(KTK)           | NTV 계열                      | 수요일 22:00 ~ 22:54 |
| 후쿠이현            | 후쿠이 방송(FBC)           | NTV 계열 / TV아사히 계열      | 수요일 22:00 ~ 22:54 |
| 주쿄 광역권         | 주쿄 TV 방송(CTV)          | NTV 계열                      | 수요일 22:00 ~ 22:54 |
| 긴키 광역권         | 요미우리 TV(ytv)           | NTV 계열                      | 수요일 22:00 ~ 22:54 |
| 돗토리현 시마네현   | 니혼카이 TV(NKT)           | NTV 계열                      | 수요일 22:00 ~ 22:54 |
| 히로시마현          | 히로시마 TV(HTV)           | NTV 계열                      | 수요일 22:00 ~ 22:54 |
| 야마구치현          | 야마구치 방송(KRY)         | NTV 계열                      | 수요일 22:00 ~ 22:54 |
| 도쿠시마현          | 시코쿠 방송(JRT)           | NTV 계열                      | 수요일 22:00 ~ 22:54 |
| 가가와현 오카야마현 | 니시닛폰 방송(RNC)         | NTV 계열                      | 수요일 22:00 ~ 22:54 |
| 아이치현            | 난카이 방송(RNB)           | NTV 계열                      | 수요일 22:00 ~ 22:54 |
| 고치현              | 고치 방송(RKC)             | NTV 계열                      | 수요일 22:00 ~ 22:54 |
| 후쿠오카현          | 후쿠오카 방송(FBS)         | NTV 계열                      | 수요일 22:00 ~ 22:54 |
| 나가사키현          | 나가사키 국제 TV(NIB)      | NTV 계열                      | 수요일 22:00 ~ 22:54 |
| 구마모토현          | 구마모토 현민 TV(KKT)      | NTV 계열                      | 수요일 22:00 ~ 22:54 |
| 오이타현            | TV 오이타(TOS)             | 후지 네트워크 계열 / NTV 계열 | 수요일 22:00 ~ 22:54 |
| 가고시마현          | 가고시마 요미우리 TV(KYT)  | NTV 계열                      | 수요일 22:00 ~ 22:54 |